# Massimo Liverani
Massimo Liverani (Rocca San Casciano, 19 settembre 1961) è un pilota di rally italiano.

## Biografia
Si è laureato per quattro anni consecutivi Campione del Mondo FIA Energie Alternative (2011, 2012, 2013 e 2014). Ha vinto tre volte l'Ecorally San Marino - Città del Vaticano (2010, 2012 e 2013) e l'Hi-Tech Ecomobility Rally di Atene (2011, 2013 e 2014), due volte l'EcoTarga Florio (2010 e 2011), il Tesla Rally di Belgrado (2012 e 2013) e il Rally Eco Bulgaria (2013 e 2015) e una volta il Clean Week 2020 Trophy di Zolder (2011) e il Sestrière Ecorally (2012). Ha inoltre ottenuto tre podi al Rallye Monte Carlo des Énergies Nouvelles (terzo nel 2012 e secondo nel 2014 e nel 2015).
Dal 2011 al 2015 ha inoltre vinto cinque volte il Campionato Italiano Energie Alternative (nel 2015 ex aequo con Nicola Ventura).

## Risultati

### FIA Alternative Energies Cup
| Stagione | Auto                       | Navigatori                                       | Gare | Vitt. | Podi | Punti | Class. |
| -------- | -------------------------- | ------------------------------------------------ | ---- | ----- | ---- | ----- | ------ |
| 2010     | Fiat Croma                 | Valeria Strada                                   | 3    | 2     | 2    | 43    | 4º     |
| 2011     | Fiat Croma                 | Valeria Strada Alessandro Talmelli               | 6    | 3     | 4    | 82    | 1º     |
| 2012     | Fiat Croma Fiat 500 Abarth | Valeria Strada Alessandro Talmelli Fulvio Ciervo | 7    | 3     | 6    | 84    | 1º     |
| 2013     | Abarth 500                 | Valeria Strada Fulvio Ciervo                     | 8    | 4     | 6    | 94    | 1º     |
| 2014     | Abarth 500                 | Valeria Strada Fulvio Ciervo                     | 6    | 1     | 6    | 80    | 1º     |
| 2015     | Alfa Romeo GTV             | Valeria Strada Fulvio Ciervo                     | 7    | 1     | 5    | 90    | 2º     |
| Totale   | Totale                     | Totale                                           | 37   | 14    | 29   | 473   | -      |